# Phriapatios

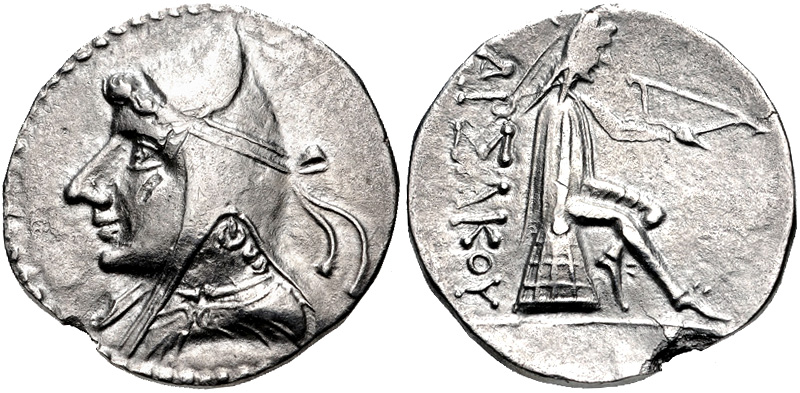
Phriapatios zugeschriebene Münze

Phriapatios (persisch افریاپت P'riapāta, auch Friyapatak) war ein parthischer König, der von etwa 191 v. Chr. bis 176 v. Chr. regierte. Es ist nicht viel über diesen König bekannt, doch war er der Vater von mindestens zwei (Phraates I., Mithridates I.), wenn nicht sogar drei (Artabanos I.) parthischen Königen. Er prägte keine Münzen, die seinen Namen tragen, doch werden ihm Drachmen und Bronzemünzen zugeschrieben, auf denen zum ersten Mal auf parthischen Münzen der Titel König (in Griechisch: ΒΑΣΙΛΕΏΣ) erscheint.
Vgl. die Schilderung bei Justin (41,5).